# فریتس لیبر
فریتس لیبر (انگلیسی: Fritz Leiber؛ ۳۱ ژانویهٔ ۱۸۸۲ – ۱۴ اکتبر ۱۹۴۹) یک بازیگر سینما اهل ایالات متحده آمریکا بود. 
از فیلم‌ها یا برنامه‌های تلویزیونی که وی در آن نقش داشته است می‌توان به خیابان اسکارلت، ملکه سبا، سامسون و دلیله، موسیو وردو، گوژپشت نتردام، شاهین دریا، آنتونی ادورس، داستان دو شهر، شبح اپرا، همه اینها به اضافه بهشت، داستان لوئی پاستور، کلئوپاترا، آلومای دریاهای جنوب، شاهزاده و گدا، گریک بزرگ، تار عنکبوت، راهروی شیطان و یک رسوایی در پاریس اشاره کرد.